# Allophylus quercifolius
Allophylus quercifolius là một loài thực vật có hoa trong họ Bồ hòn. Loài này được (Mart.) Radlk. mô tả khoa học đầu tiên năm 1895.